# Václav Roštlapil (mladší)
Václav Roštlapil (27. března 1901 Brno – 9. ledna 1979 Brno) byl český architekt, scénograf a kostýmní výtvarník, grafik a publicista, synovec architekta Václava Roštlapila.

## Život
Vystudoval Vysokou školu technickou v Brně.. Pracoval zde pak tři roky jako asistent architekta Jiřího Krohy. Podnikl studijní cesty do Itálie, Francie, Nizozemska a Španělska.
Je pohřben na Ústředním hřbitově města Brna, Vídeňská 96, skup. 23, hrob č. 268.

## Scénografie (výběr)
- 1936 Nikolaj Vasiljevič Gogol: Revizor, Národní divadlo Brno, režie Aleš Podhorský
- 1937 Henrik Ibsen: Nepřítel lidu, Národní divadlo Brno, režie Jan Škoda
- 1938 Henrik Ibsen: Opory společnosti, Národní divadlo Brno, režie Jan Škoda
- 1938 George Bernard Shaw: Pekelník, Národní divadlo Brno, režie Jan Škoda[5]

## Publicistika
V letech 1927-1932 vydával v Brně časopis Horizont : revue současné kultury v Československu
Spolu s B. J. Jelínkem se redakčně podílel na uspořádání Katalogu Středomoravské výstavy v Přerově 20.VI.-16.VIII.1936, Přerov : [výstavní výbor], 1936